# Pythiska spelen

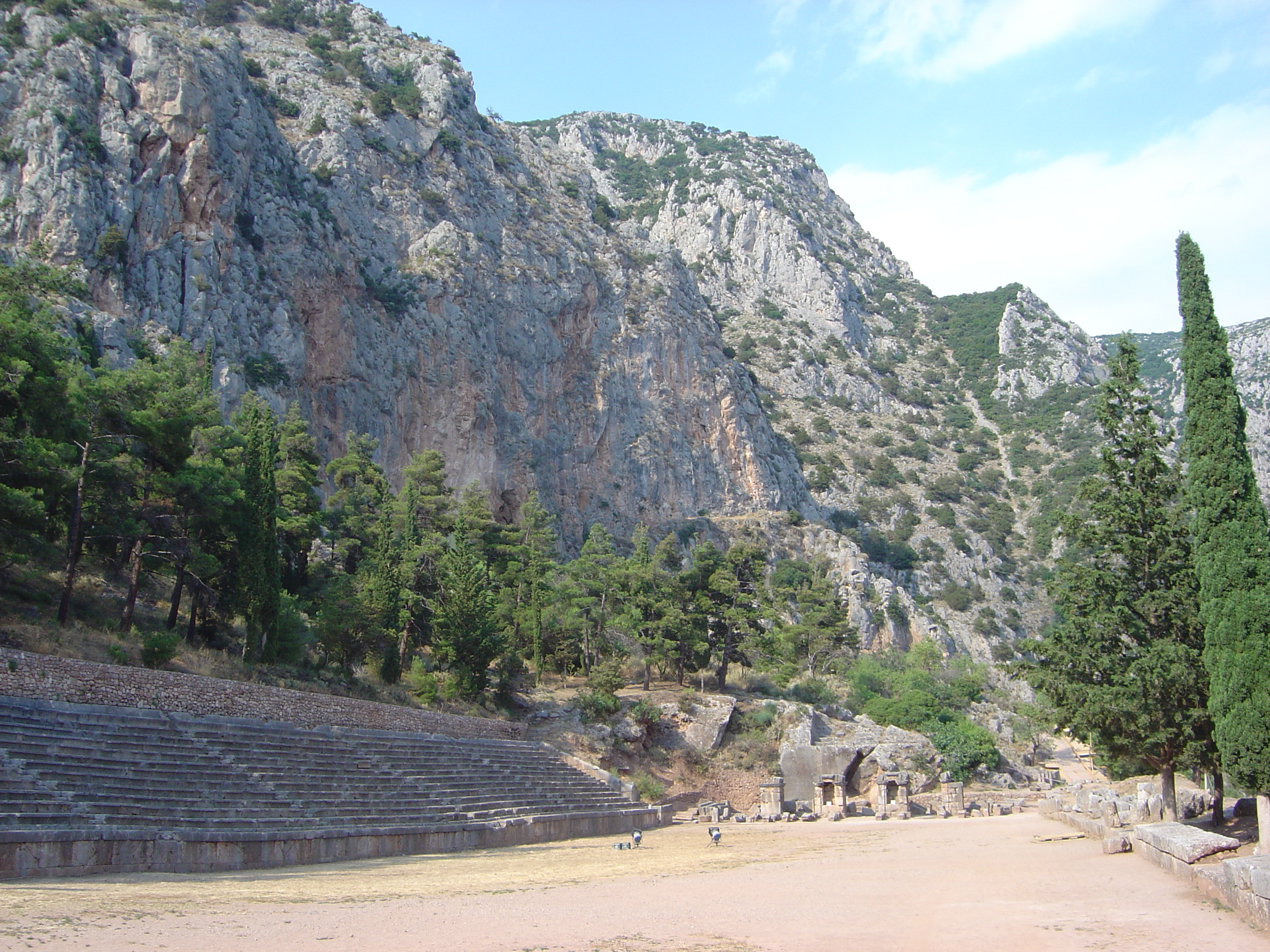
Vy över den stadion som användes under de pythiska spelen. Stentrapporna till vänster lades till under romersk tid.

De pythiska spelen var i antikens Grekland festspel som hölls nära Delfi på berget Parnassos södersluttning vart fjärde år. Spelen var inspirerade av de Olympiska spelen som ägde rum i Olympia. Till skillnad från dessa ägde tävlingar i musik rum vid sidan om de idrottsliga. Efter religiöst färgade krig om kontrollen över Delfi omorganiserades de pythiska spelen år 582 f.Kr.
Spelen har förmodligen fått sitt namn efter Pythia, guden Apollons orakel vid Delfi, som i sin tur fått namnet efter den drake, Python, som vaktade helgedomen när den betraktades som Gaias heliga plats.